# Диккенс, Мэри Анджела
Мэ́ри А́нджела Ди́ккенс (англ. Mary Angela Dickens; 31 октября 1862, Кенсингтон, графство Мидлсекс, Великобритания — 7 февраля 1948, Хитчин, графство Хартфордшир, Великобритания) — британская английская писательница и журналистка викторианского и эдвардианского периодов в истории Великобритании, автор ряда романов для взрослых и книг для детей. Внучка писателя Чарльза Диккенса, скончавшаяся в сто тридцать шестой день рождения своего деда.

## Ранние годы
Родилась в доме № 46 на улице Глостер-Роуд в Кенсингтоне, в то время предместье Лондона, 31 октября 1862 года. Её назвали в честь тётки по отцовской линии, Мэри Диккенс. Она была старшим ребёнком из восьми детей в семье Чарльза Диккенса-младшего и его супруги Элизабеты Матильды Моул Диккенс, урождённой Эванс. По отцовской линии приходилась внучкой известному писателю Чарльзу Диккенсу и была племянницей адвоката и судьи сэра Генри Филдинга Диккенса и художницы Кейт Перуджини. Её крестили 19 декабря 1862 года в церкви Святого Марка в Сент-Панкрасе в Лондоне.
В семье все звали писательницу «Мекитти». Она же в детстве звала своего знаменитого деда «Достопочтенный». Диккенс-старший очень любил внучку. Когда однажды она ошпарила ступню и лодыжку кипящей водой, он долгое время сидел возле её кровати в своём особняке Гэдс-Хил-Плейс, держал за руку и утешал, как мог.
Однажды в детстве писательница услышала, как её дед читал свою «Рождественскую песнь» во время одного из своих последних публичных чтений. Позднее она призналась, что была потрясена, увидев, как он плачет, читая о смерти Тайни Тима. После смерти деда отец купил Гэдс-Хил-Плейс, где семья жила до 1879 года, когда он был вынужден продать особняк из-за финансовых затруднений.

## Творчество
По смерти деда отец писательницы унаследовал журнал «Круглый год», в котором она опубликовала некоторые из своих ранних сочинений. В 1890-х годах Диккенс приобрела известность как автор ряда сенсуалистских и мелодраматических романов, среди которых были «Перекрестные потоки» (1891), вероятно, самая известная из её книг, а также «Обыкновенное ничтожество» (1893), «Доблестное невежество» (1894) и «Узники безмолвия» (1895). К поздним произведениям писательницы относятся романы «Против течения» (1897) и «На краю обрыва» (1899).
Она также издала несколько книг для детей, основанных на романах её деда, в том числе «Детские рассказы от Диккенса» (1893) и «Дети, придуманные Диккенсом» (1926). Оба издания были проиллюстрированы художником Гарольдом Коппингом. К началу 1900-х годов сенсуалистский стиль писательницы утратил популярность, и к 1916 году она почти перестала писать. Однако её детские книги, основанные на трудах деда, долгое время продолжали пользоваться спросом у читателей.

## Поздние годы
В поздние годы жизни Диккенс жила на 3-й улице Балиол в Хитчине, в графстве Хартфордшир со своей кузиной Маргарет Элис Моул (1861—1939). Она умерла 7 февраля 1948 года в сто тридцать шестую годовщину со дня рождения Чарльза Диккенса. Диккенс не была замужем и не имела детей. Своё состояние она завещала кузине Маргарет Уинни. Её похоронили на Хитчинском кладбище в той же могиле, что и умершую ранее кузину Маргарет Элис Моул.

## Избранные сочинения
- «Мистическая ошибка» (англ. A Mist of Error, 1890)
- «Детство Дэвида Копперфильда» (англ. Little David Copperfield, 1890)
- «Перекрёстные потоки» (англ. Cross Currents, 1891)
- «Никто не виноват» (англ. Nobody’s Fault, 1892)
- «Обыкновенное ничтожество» (англ. A Mere Cypher, 1893)
- «Детские рассказы от Диккенса» (англ. Children's Stories from Dickens, 1893)
- «Доблестное невежество» (англ. A Valiant Ignorance, 1894)
- «Узники безмолвия» (англ. Prisoners of Silence, 1895)
- «Некоторые женские пути» (англ. Some Women's Ways, 1896)
- «То была любовь» (англ. The Love That Was, 1897)
- «Против течения» (англ. Against the Tide, 1898)
- «На краю обрыва» (англ. On the Edge of a Precipice, 1899)
- «Расточитель» (англ. The Wastrel, 1900)
- «Снятое покрывало и другие истории» (англ. Unveiled, and Other Stories, 1906)
- «Должник» (англ. The Debtor, 1912)
- «Святилище» (англ. Sanctuary, 1916)
- «Дети придуманные Диккенсом» (англ. Dickens' Dream Children, 1926)